# Cotonou
Cotonou est la capitale économique et la plus grande ville du Bénin avec 1 228 667 habitants en 2021. Elle abrite aussi de nombreux services gouvernementaux et diplomatiques.
Cotonou est connue dans toute l'Afrique de l'Ouest pour son marché international de 20 hectares (Dantokpa), le plus grand marché d'Afrique de l'Ouest, ses Zémidjans (motos-taxis) et un marché secondaire, Missebo, situé à quelques mètres du marché Dantokpa. Le nom Kútɔ̀nú signifie « embouchure du fleuve de la mort » en fon-gbe. Ses habitants sont appelés les Cotonois et les Cotonoises.

## Géographie

### Localisation
La ville de Cotonou est située à l'extrême sud du Bénin, sur le littoral du golfe du Bénin entre l'océan Atlantique et le lac Nakoué,.

### Hydrographie
Construite sur un cordon de sable, découlant du régime hydrologique et de l'érosion continentale, la position est très fortement sous l'influence de la mer et reste soumis à des variations de superficie.
Le phénomène d’érosion du littoral constaté depuis plusieurs décennies s’est aggravé à partir de 1961, à la suite des grands travaux entrepris au Bénin (barrage de Nangbéto, port en eau profonde de Cotonou), au Ghana (barrage d'Akosombo) et au Togo (Port en eau profonde de Lomé). Paul Houssou, pilote d’un projet subventionné par le Programme des Nations unies pour l'environnement (PNUE), explique qu'en quarante ans, la côte à l’est de Cotonou a reculé de 400 mètres. Cette érosion a conduit des habitants à quitter leur maison construite le long de la côte. L’État a décidé d’interdire le pompage de sable marin et prévoit la construction de digues de protection. 
Il est encore possible d'emprunter avec une voiture appropriée « la route des Pêches », une piste qui longe la mer entre Cotonou et Ouidah. Une nouvelle route des pêches, bitumée, est en construction en 2021.

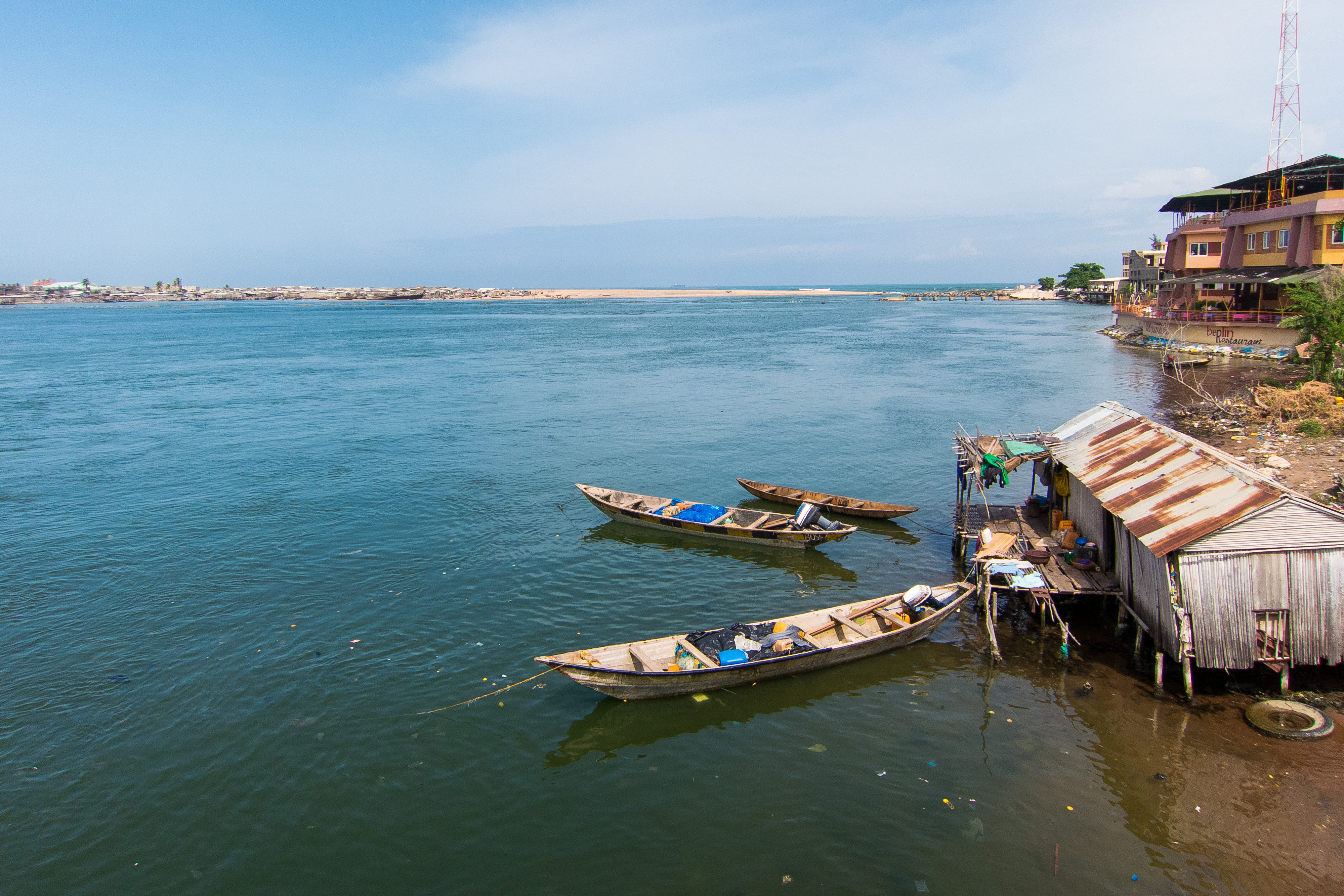
Lagune de Cotonou.
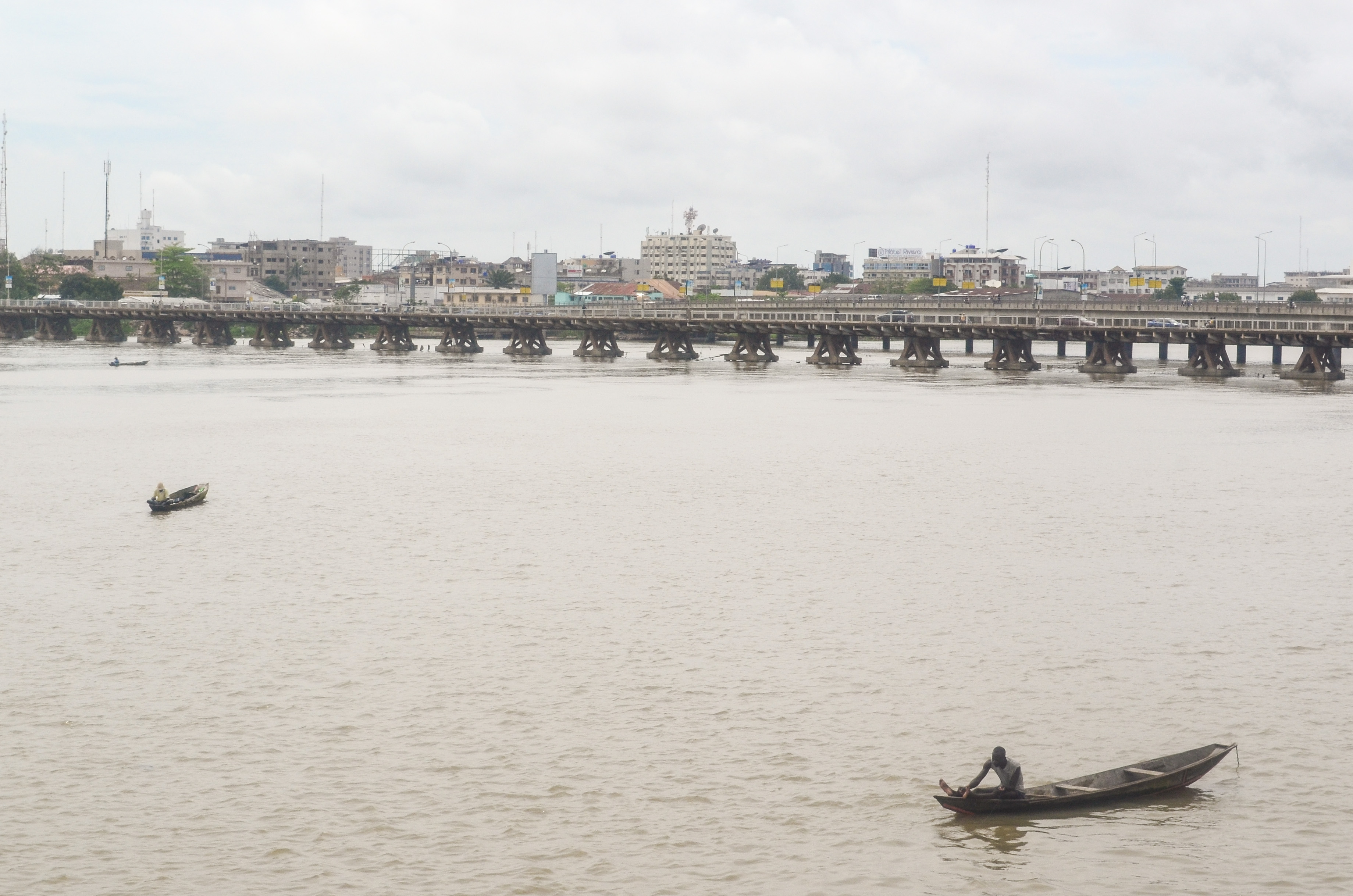
Pont à Cotonou.
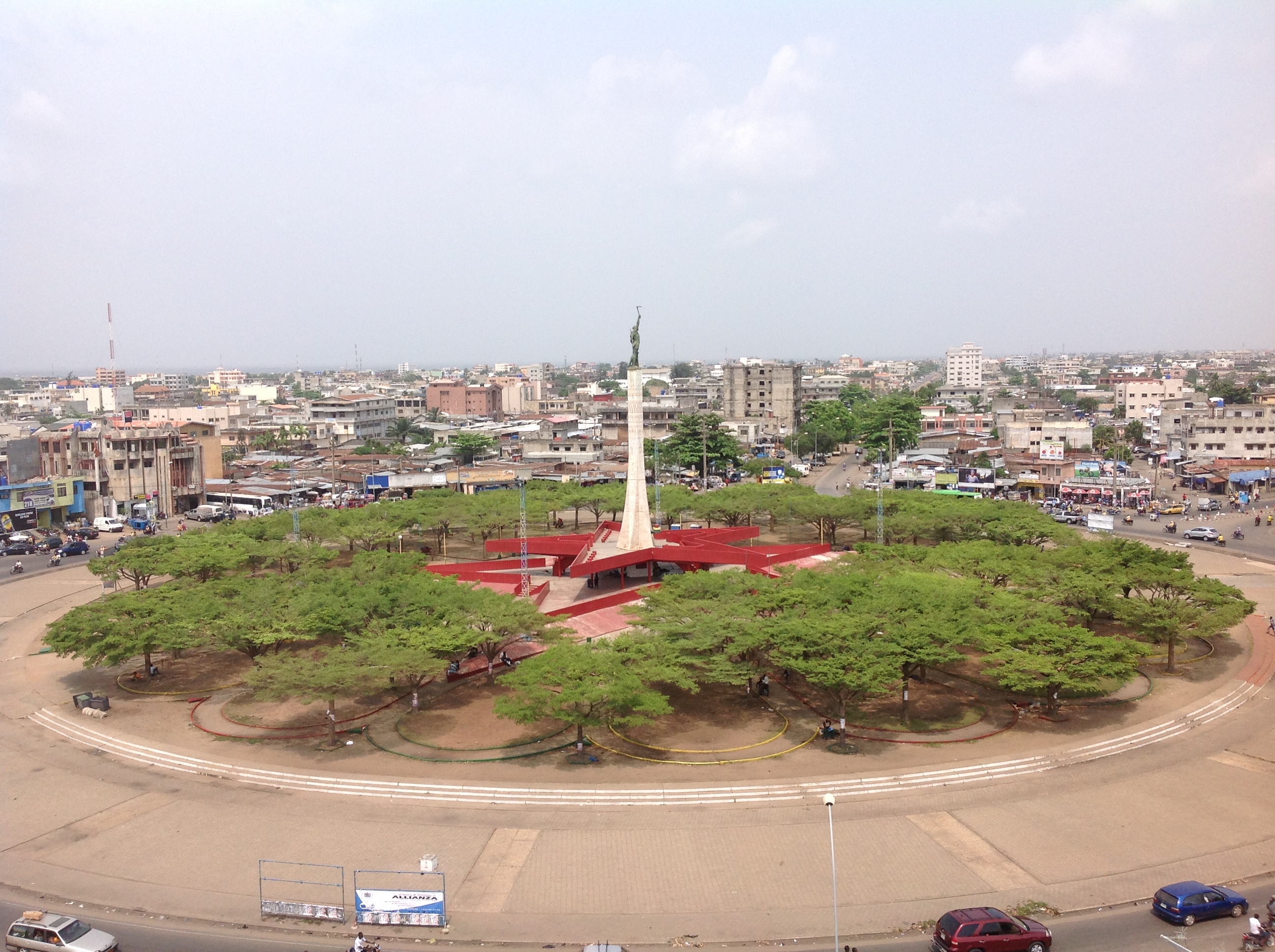
Place de l'Étoile rouge.

### Géologie et relief
La ville est surplombée au nord-ouest et au nord-est par deux plateaux dont l'altitude dépasse les 70m et qui est légèrement incliné vers la mer.

### Climat
Le climat est de type équatorial, où deux saisons pluvieuses (avril-juillet et septembre-octobre, 800 à 1 200 mm de pluie par an) alternent avec deux saisons sèches. De décembre à janvier, l’harmattan souffle.
La température oscille entre 18 et 35 °C.
En période pluvieuse (plus de 120 mm de précipitations le 4 juin 2015 par exemple[réf. nécessaire]), de nombreux quartiers de la ville sont inondés en raison d'infrastructures d'assainissement sous-dimensionnées ou mal entretenues.

### Voies de communication et transports
Transport routier

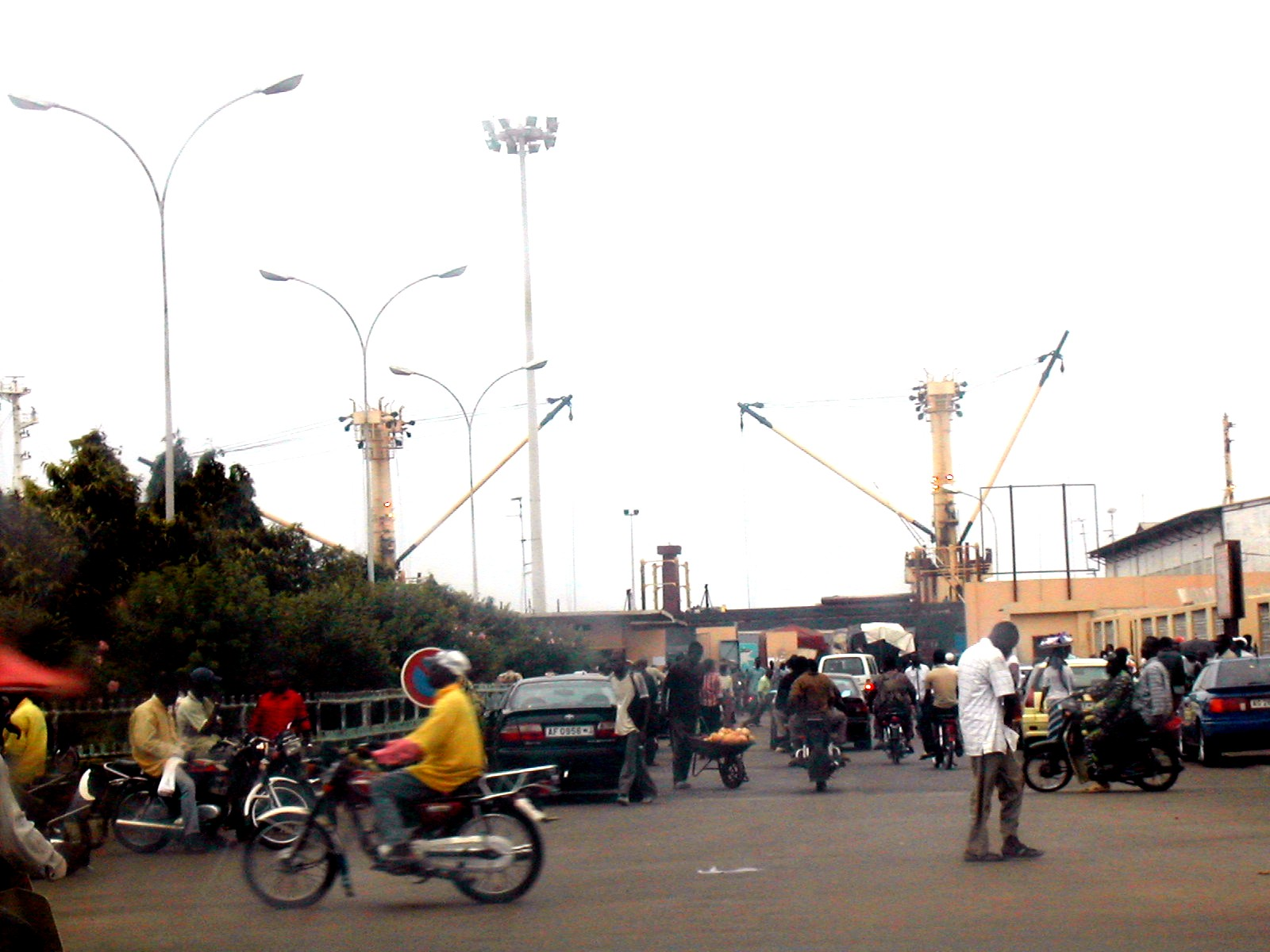
Cotonou compte près de 200000 Zemidjans (Taxi Moto).

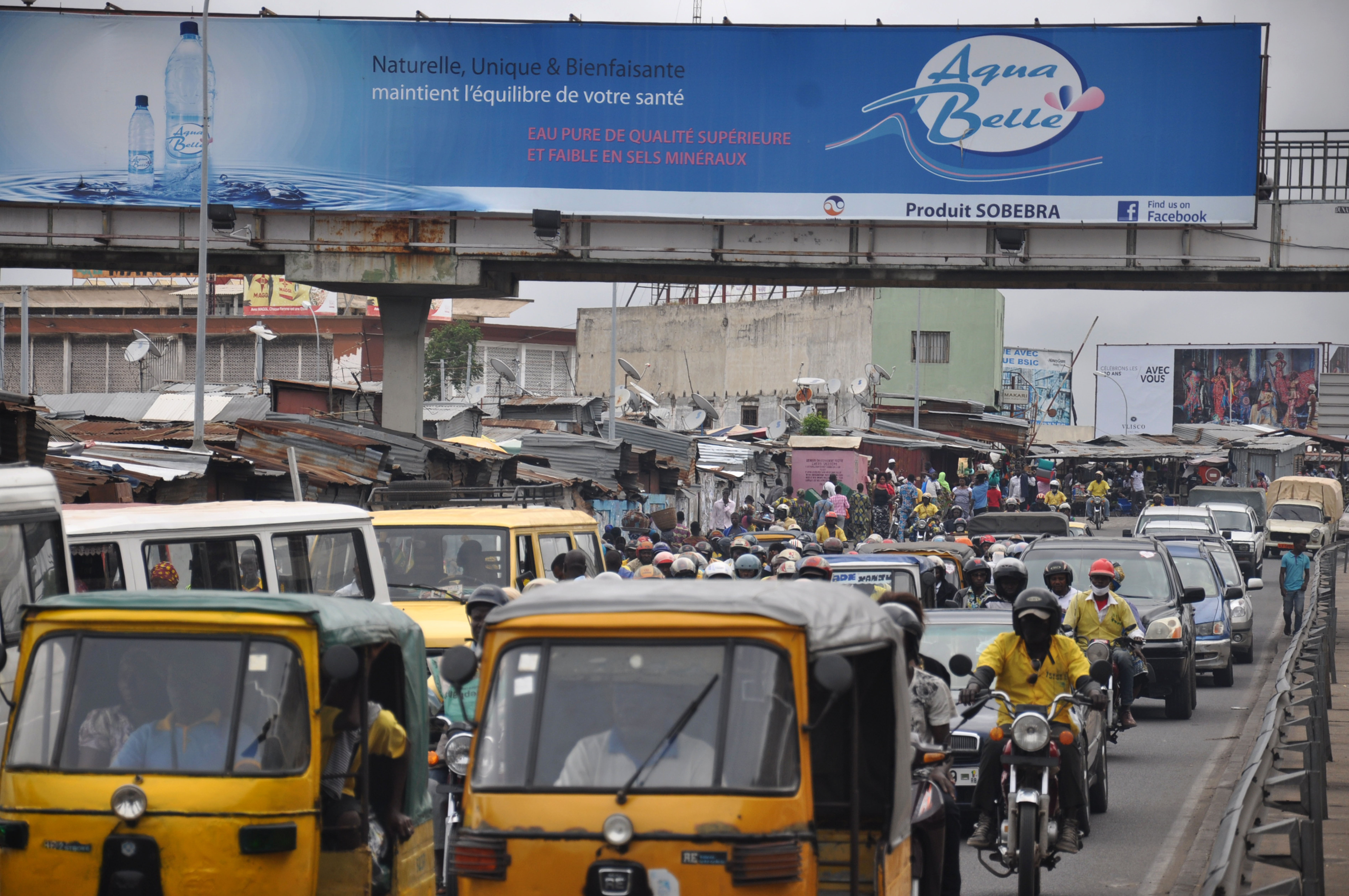
Embouteillage sur le pont de Tokpa.

Cotonou est reliée par route aux différents pays de la région : Nigeria, Togo, Niger, Burkina Faso.
La ville dispose d'un réseau routier mixte composé de quelques routes bitumées de bonne qualité et d'une majorité de rues non bitumées plus ou moins praticables selon l'importance des pluies compte tenu de leur aspect très bosselé.
La ville dispose de deux grands moyens de transport routier : les bus et les zémidjans (des taxi-motos), plébiscités par la majorité des cotonois. Les taxi-voitures occupent également une part non négligeable du transport de personnes dans la ville.
Transport ferroviaire
Cotonou est relié à Parakou, dans le nord du Bénin, par la ligne de chemin de fer du Bénin-Niger, fermée au trafic voyageur.
Transport aérien

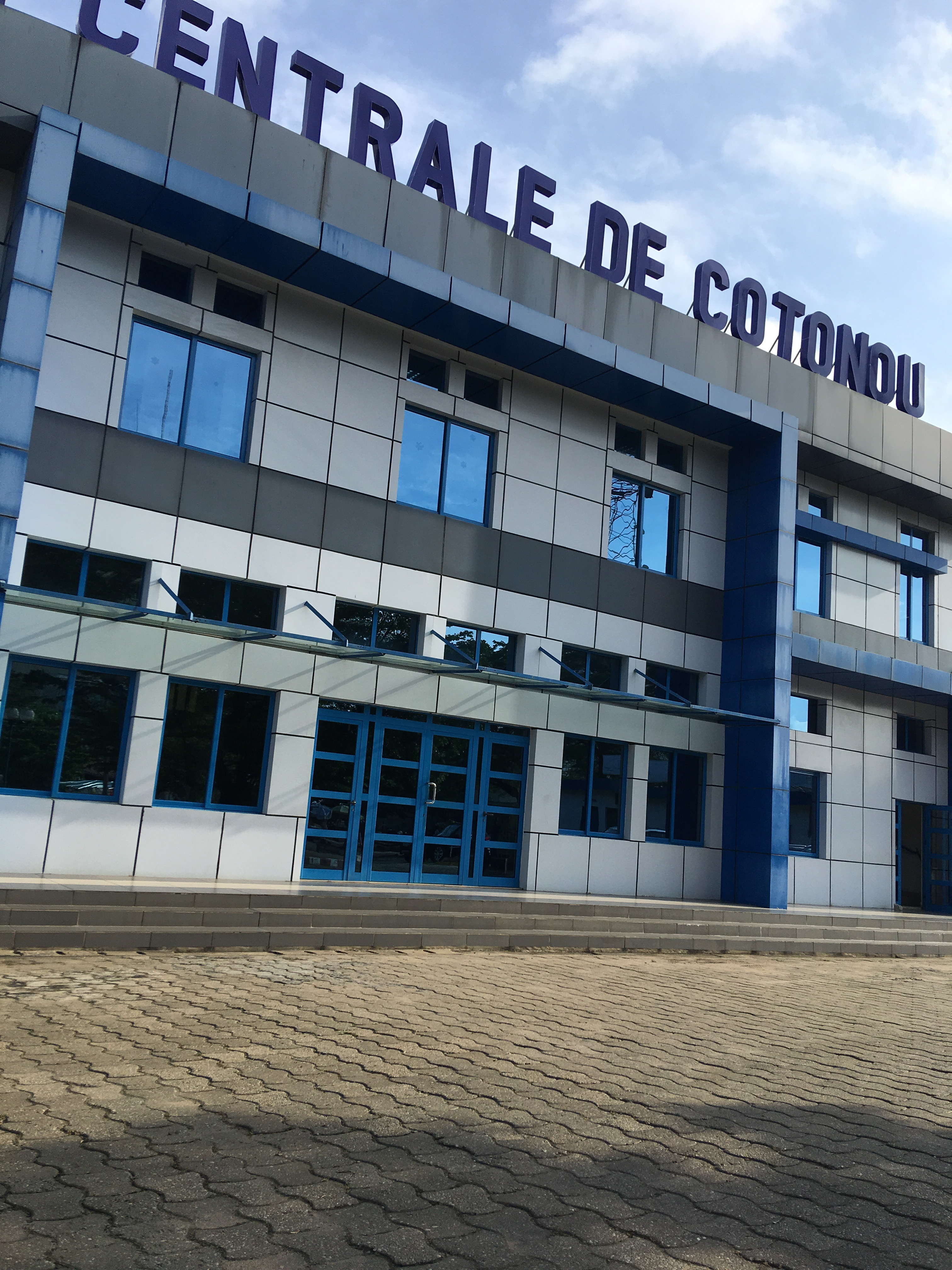
Gare centrale de Cotonou.

La ville est reliée par le transport aérien avec l’aéroport international de Cotonou.

## Urbanisme
L'agglomération est séparée en deux par un chenal. Trois ponts assurent la liaison entre les deux rives. Les quartiers commerciaux et administratifs se situent à l'ouest le long de l'Atlantique. Cette portion plus ancienne de la ville se caractérise par un style colonial où se trouvent de nombreuses résidences luxueuses ainsi que des ensembles hôteliers à proximité de l'aéroport. L'urbanisation de cette partie de la ville suit un plan en grille. Vers l'est se trouvent une zone industrielle et un quartier résidentiel traditionnel, Akpakpa.
Une grande partie des zones urbaines de la banlieue sont constitués de villages. une partie des terrains sont occupés illégalement et une menace d'expulsion pèse en permanence. Ces zones sont entourées de palissades, d'un équipement urbain sommaire et précaire.

## Toponymie
Le nom de Cotonou (Kú tɔ̀ nú) pourrait signifier « lagune de la mort » en référence aux nombreux esclaves morts durant les travaux de l'embouchure de la lagune. Plusieurs toponymes au sein de la ville rappellent le caractère initialement inhospitalier de la bande côtière, comme Agla (« si tu es audacieux, alors viens ») ou Gbégamey (« dans la grande brousse »).
L'histoire des villes au Bénin est marquée par deux types de dénominations d'origine différente : l'administration formelle et vernaculaire (Langue locale (Xwla, Fon, Goun, haoussa, Dendi, bariba). La ville de Cotonou en fait aussi partie. Certaines dénominations sont récentes comme (Carrefour Toyota) ou (Rond-point 16 ampoules) ; Mais d'autres renvoient à une histoire plus longue (Avenue du général Dodds ou Kindonou). La toponymie des noms vernaculaires a pour la plupart des significations.
- Agla : (Agla houn, bo wa!) « si tu es audacieux, alors viens »[8]
- Ahouanlèko : « La guerre s'est retournée »[8]
- Ahouansori :  (Ahuan sè-toji) « La guerre finit sur l'eau »[8]
- Aïbatin :  « Où l'on reprend ses esprits »[10]
- Aïdjedo : « Cœur en paix »[10]
- Akpakpa : « Près du village de Akpa »[10]
- Avlékété-Jonquet : « Quartier du fétiche de la mer dit « Avlékété »»[10]
- Avotrou : « Le pagne détaché »
- Cadjèhoun : (è wa ka djèhoun) « Venez, je vous invite à manger »[8]
- Dantokpa : « Près de la rivière de Dan »[10]
- Fidjrossè : « Là où l'âme se plaît »[10]
- Fifadji : « Lieu paisible »[10]
- Ganhitô : « Près du marché au fer »[10]
- Gbèdégbé : « La vie Ordonne »
- Gbèdjromèdé : « Quiconque désire s’épanouir »[10]
- Gbégamey : (Gbé gaga mè) « Dans la grande brousse »[10]
- Gbogbanu : « La chèvre a renversé la chose »[10]
- Guinkomey : « Sur la terre du peuple Guin »[10]
- Houéyiho : « Le soleil se couche »[10]
- Kouhounou : « La mort a frappé »
- Ladji : « Là où l’on débarque »[10]
- Maro-Militaire : (Ma lo hi min) « Marché du soir »[10]
- Midombo : « Repliez-vous »[8]
- Missessin : « Respectez la loi »[10]
- Missité : « Levez-vous »
- Sègbèya : « Le destin a mis un terme à la misère »[10]
- Sènadé : « Le destin a donné quelque chose »[10]
- Suru-Léré : « La patience a des bénéfices »
- Vèdoko : « Le sable de Vèdo »
- Xwlacodji ou Placodji : « Sur la terre du peuple Xwla » ou « Pla »[10]
- Yénawa : « Ils viendront »
- Dorkounkor : « terre de richesse »
- Zongo[11] : « Gîte d’étape », en haoussa. On retrouve cette appellation dans plusieurs pays d'Afrique et dans plusieurs villes africaines comme à Lomé, Lagos, Accra, Ndjamena, Yaoundé,  Niamey[12]...

## Histoire

### Territoire liminaire et inhospitalier (avant leXVIIesiècle)
Avant l’émergence de la ville de Cotonou, l’espace qu’elle occupe aujourd’hui est perçu comme une zone marginale. Ce territoire constitue une bande de sable peu hospitalière, caractérisée par une brousse épaisse, des marécages insalubres et une forte instabilité écologique. Il n'est alors traversé que sporadiquement par des chasseurs ou des populations en déplacement, et ne fait l’objet d’aucune installation durable ou organisation urbaine structurée.
Pour le royaume d'Allada ou le royaume du Dahomey, cette bande côtière est considérée comme un espace périphérique désigné sous le nom de Donukpa (littéralement « à côté du trou »), en référence à la dépression formée par la lagune et le lac. Le site possède une faible attractivité économique et stratégique initiale, en comparaison avec les routes commerciales qui s'établissent à Ouidah et Grand-Popo. Ce n’est qu’à partir du XVIIe siècle que cette portion du littoral commence à attirer l’attention des royaumes de l’intérieur et des commerçants européens, en raison de son potentiel d’accès direct à la mer, et donc au commerce atlantique.

### Premiers établissements (XVIIe–XVIIIesiècle)

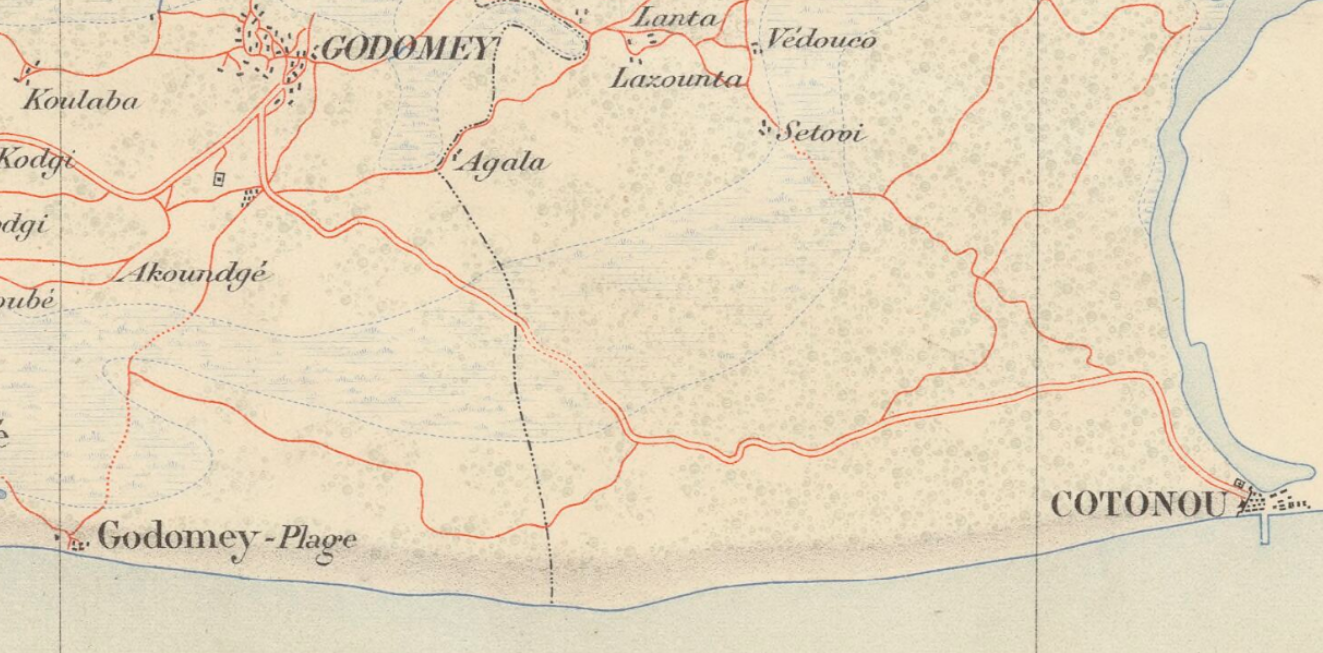
Détail carte du Dahomey de 1894

À partir du milieu du XVIIe siècle, la bande de sable située entre le lac Nokoué et la mer est faiblement peuplé, avec quelques hameaux constitués. Une communauté Xwla s'installe dans la partie occidentale du lac avec un site central à Jekin, chefferie d'une ancienne royauté originaire de Grand-Popo. Ces implantations s’étendent vers la côte, jusqu’à l’actuel site de Cotonou. Paul Hazoumé soutient que le coeur de la ville est fondé par un clan xwla. Plusieurs autres villages lacustres tofinu s'établissent également le long du pourtour de la lacune. Les xwla-toffinu du nord de Cotonou sont perçus comme les autochtones de la ville moderne, chassés de leurs villages lacustres par les colons français en 1910.
Le royaume d'Allada est rapidement contraint à se préoccuper du contrôle de cette bande de terre car la zone attire rapidement des commerçants qui cherchent à échapper au contrôle du comptoir de Ouidah. La bande de sable permet de faciliter les échanges avec les Européens et des routes commerciales ne tardent pas à relier les différentes villes d'Allada dans le cadre de la traite des esclaves. La plage prend alors le nom de Petite Allada. Vers le milieu du XVIIIe siècle, le royaume du Dahomey soumet la région et fonde une nouvelle ville au nord du lac, Godomey, qui intègre le site de Jekin comme quartier. Le site de Cotonou, alors Petite Allada, est renommé Godomey-plage. Cette implantation favorise la colonisation de la brousse et de la plage et l'implantation de nouveaux noyaux villageois tels que Agla, Zogbo, Vedoko, Fifadji ou Vossa.

### Kutònu, village d'esclaves puis agricoles (1800 - 1850)
Au début du XIXe siècle, l’abolition progressive de la traite négrière par les puissances européennes, notamment le Royaume-Uni, pousse le royaume du Dahomey à chercher des itinéraires alternatifs pour maintenir ses échanges. Le roi Ghézo suit les conseils de Francisco Félix de Souza et déplace la route dans la zone actuelle de Cotonou, encore peu exploitée et située à l’écart des grands comptoirs contrôlés. Cependant, la bande côtière est déjà occupée par des esclaves affranchis et des populations tentant d'échapper à la traite,.  
Un comptoir est établi là où se trouve aujourd'hui la Cathédrale Notre-Dame-de-Miséricorde de Cotonou et le village d'esclaves de Kutònu est fondé vers 1830. La tradition orale veut que des piroguiers xwla s'étaient déjà installés sur la plage de Kutònu en 1832 afin d'assurer les transports maritimes et faciliter les échanges. Un agoligan (chef d'un « tribunal des douanes ») est placé au sein du village afin d'assurer le contrôle des marchandises en transit. 
L’activité économique de Kutònu se transforme peu à peu sous l’effet de la pression britannique. Le commerce des esclaves recule, remplacé par l’agriculture de rente. Le métis brésilien José Domingo Martin, ancien trafiquant reconverti, joue un rôle central dans cette transition. Il installe la première exploitation d'huile de palme et utilise la main-d’œuvre issue des captifs de guerre ou d’anciens esclaves,,. Cette nouvelle activité commerciale motive Victor Régis à y installer un comptoir. Cependant, l'activité reste maigre et les besoins en personnel administratif et en main-d'oeuvre constituent le premier apport démographique. 

### Implantation française (1850-1892)

#### Transformation de la ville
La présence de bateaux européens et les intérêts commerciaux français transforment progressivement Kutònu à partir des années 1850. En 1851, la France obtient des privilèges commerciaux de la part du Dahomey et, en 1863, l'autorité sur la plage qui devient effective en 1878 avec la proclamation du « territoire de Cotonou ». La stratégie coloniale française est en application dès les années 1840 avec les premières installations sur la plage de Kutònu, dans l'actuel quartier de Placodji. 
Le village est alors encore dans un contexte hydrographique marécageux, séparé par un cordon de dune de sable et propice à des inondations lors des saisons pluvieuses. Le village s'est alors construit sur la rive droite du canal Kouta. Celui-ci se bouche régulièrement et ne garantit pas une bonne circulation des marchandises. Entre 1861 et 1873, les administrateurs dahoméen soumettent au travail forcé les populations lacustres afin de consolider ces dunes et le chenal maritime. Mais c'est en 1885 que les Français étendent leur contrôle commercial et territorial en créant et consolidant un chenal permanent. La tranchée de 1,5m de large est creusée dans l'espace marécageux et permet de réduire les risques d'inondations tout en renforçant les voies de communications vers les routes intérieures.

#### Conflit et cession du territoire

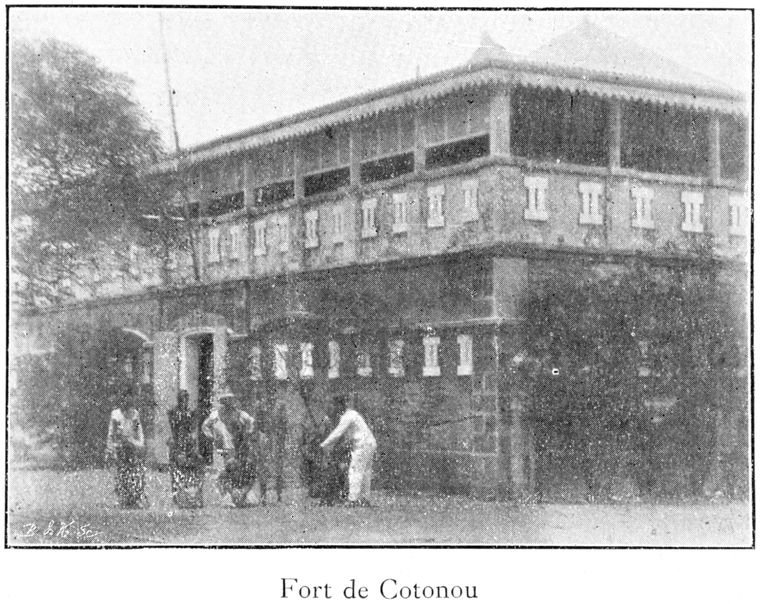
Fort de Cotonou, en 1900.

La pénétration commerciale et territoriale des Français autour du village de Kutònu provoque une augmentation progressive des tensions avec le royaume de Dahomey entre 1850 et 1890. Le village devient un enjeu géopolitique. En 1864, Eugène Daumas négocie la cession du territoire. Le 19 mai 1868, un traité est signé entre les Français et le Yovogan, représentant du roi Glélé,. Ce traité est renouvelé le 19 avril 1878 avec des limites identiques. Cependant, lorsque Béhanzin succède à Glélé, il conteste l'interprétation du traité que les Français perçoivent comme une cession du territoire,,. 
Début 1890, la France entreprend une occupation militaire. Le 21 février, les autorités coloniales convoquent les chefs dahoméens agorigan à la factorerie Régis et les arrêtent sans affrontement. Le village de Kutònu est bombardé et incendié, marquant le début de la première guerre du Dahomey,. En réponse, l’armée du Dahomey, commandée par le roi Béhanzin, se déploie vers la côte. Elle tente de bloquer l’avancée française en construisant des fortifications entre Godomey et Zogbo. Le 1er mars 1890, les troupes françaises, embarquées sur des pirogues, attaquent les villages lacustres d’Awansuri et de Zogbo. La bataille est violente et se solde par des pertes des deux côtés. Le 4 mars, une nouvelle attaque dahoméenne vise les fortifications françaises autour de Kutònu, sans succès. 
Le 3 octobre 1890, un premier arrangement et conclu avec le Dahomey dans lequel la France a le droit d'occuper indéfiniment Cotonou. Cependant, des tensions continuent pendant encore deux ans. Des groupes dahoméens résistent et refusent l'occupation française sans parvenir à reprendre le contrôle de la zone. En 1892, après une série de campagnes militaires, les Français repoussent définitivement les troupes de Béhanzin vers le nord. Cotonou passe sous domination coloniale,.
En parallèle du conflit, les Français construisent de nouveaux établissements commerciaux. Après la victoire de la France, la ville est nommée Cotonou, version francisée du nom du village, et les transformations visent à en faire une porte d'entrée commerciale de la colonie du Dahomey. En 1891, un wharf y est construit et permet à la ville de prendre son essor. La construction du wharf s'achève en 1899. Cette construction constitue l'élément décisif qui initie une forte croissance de la ville,. 

### Essor sous l'administration coloniale (1892-1958)

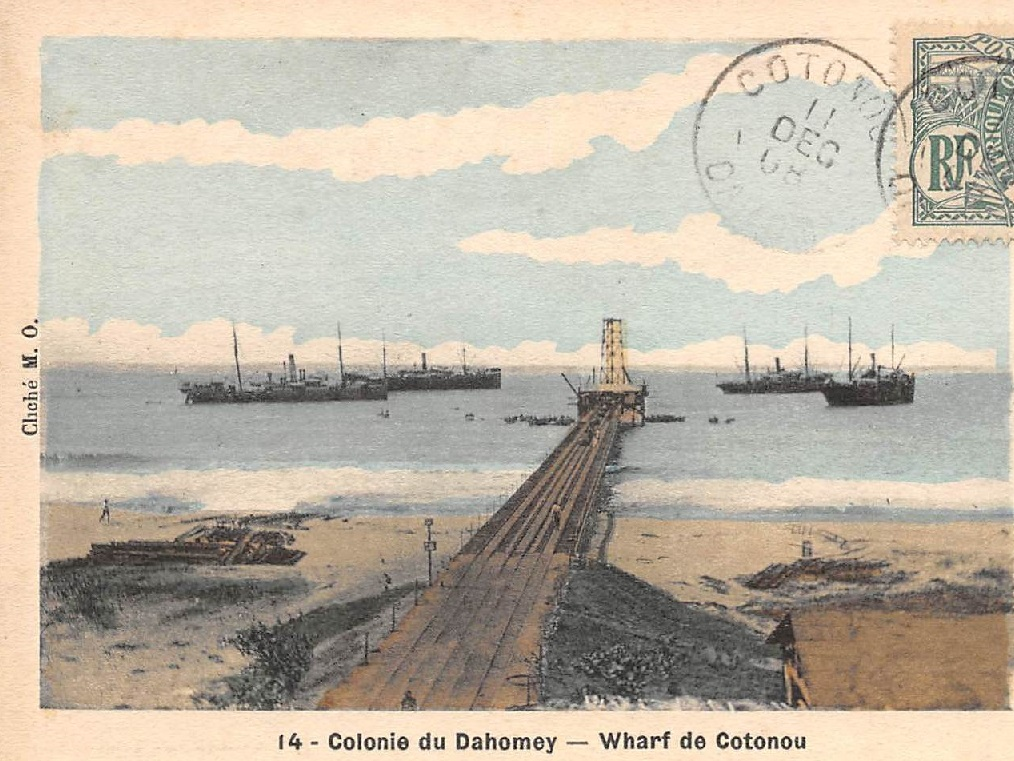
Le wharf, construit de 1891 à 1899, illustré sur une carte postale de 1908.

Au terme de la seconde guerre du Dahomey, la colonie du Dahomey est fondée et la nouvelle administration coloniale envisage de faire de Cotonou sa capitale en raison de son emplacement stratégique et de son climat. Cependant, le choix se porte finalement en 1911 pour Porto-Novo qui jouit d'une très forte croissance. Toutefois, à partir de 1915, l'essor commercial de Cotonou parvient à rattraper progressivement l'expansion qui s'effectue à Porto-Novo. En effet, depuis la fin de la construction du wharf, l'espace urbain de Cotonou commence à se renforcer progressivement. Une mairie est construite en 1902. Une voie ferrée part depuis le wharf et remonte le long de la mer. Ces éléments amorcent une différenciation dans l'espace urbain avec à l'ouest et au sud de la voie ferrée une zone résidentielle, et au nord des quartier populaires. 
En 1905, le quartier résidentiel européen situé à proximité du wharf est décrit comme « sinistre et désolé ». La présence française attire une nouvelle population venue de divers horizons : anciens soldats, commerçants, artisans, fonctionnaires et travailleurs indigènes. Les anciens villages voisins, comme Godomey ou Abomey-Calavi, sont intégrés dans une dynamique urbaine en expansion. En 1912, la commune mixte de Cotonou est officiellement créée, englobant plusieurs de ces localités. Le plan en damier est imposé par l'administration coloniale et la lagune et son canal présentent une nouvelle séparation dans l'expansion urbanistique. Sur la rive droite se concentrent les quartiers commerciaux et industriels tandis que la rive gauche est occupée par d'anciens villages comme Akpakpa et joue un rôle résidentiel majeur. Cette scission place la ville dite européenne le long de la côté à l'ouest et la ville dite indigène au nord-ouest et à l'est.
En 1930, un pont est construit pour relier les deux rives et entre 1930 et 1940, des villas sont érigées au bord de la mer sur la rive droite. Les délimitations entre ville européenne et ville indigène ne parviennent plus à contenir les besoins de l'essor démographique et tend à créer des quartiers mixtes. Un vaste système de quartier périphériques est ensuite développé sur base des villages suburbains.

### Essor pendant et après l'Indépendance (1958-présent)
Dans les étapes menant à l'indépendance, trois partis s'opposent et le bénéficiaire, dont le siège est à Cotonou, va entraîner le déclin politique de la capitale de Porto-Novo. Les différentes institutions et prérogatives de la capitale sont transférées vers Cotonou. La particularité de Cotonou, après l'indépendance, est qu'elle constitue une ville « commune à tous les Béninois, quelle que soit leur origine socio-économique ». En effet, sans ancrage régional historique et prétentions princières, Cotonou est politiquement indépendante de leurs influences.
À partir de 1960, l'agglomération urbaine de Cotonou dépasse des limites administratives de la ville et s'étend aux villes environnantes. Toutefois, Porto-Novo reste la capitale politique avec laquelle Cotonou forme un « doublet urbain » en tant que capitale économique. L'accroissement démographique devient particulièrement important. L'indépendance constitue un accélérateur de la croissance socio-économique de la ville qui attire une très grande main-d'oeuvre.
Probablement commandités par la monarchie marocaine, et avec l'aide du Gabon de Omar Bongo, des mercenaires dirigés par Bob Denard ont tenté, sans succès, un débarquement à l'aéroport de Cotonou en 1977 pour déstabiliser le gouvernement communiste béninois[réf. nécessaire].

## Démographie
La population de la ville de Cotonou a été recensée à 679 012 habitants en 2013. N'ayant plus d'espace pour se développer démographiquement, les villes limitrophes d'Abomey-Calavi, de Sèmè-Kpodji et de Ouidah deviennent des villes-dortoirs, formant une conurbation de 1 720 105 habitants en 2013 contre 1 088 083 en 2002, soit une croissance démographique de + 4,0 % par an à périmètre égal et de + 5,4 % avec l'absorption de Ouidah. En 1960, la ville ne comptait que 70 000 habitants, soit un décuplement de la population en quarante ans. Les fronts d'urbanisation se multiplient, notamment à l'ouest de la ville.

### Évolution démographique
Évolution démographique de Cotonou depuis 1979 :
| 1979    | 1992    | 2002    | 2013    |
| ------- | ------- | ------- | ------- |
| 320 348 | 536 827 | 665 100 | 679 012 |

| 2014    | 2015    | 2016    | 2017    |
| ------- | ------- | ------- | ------- |
| 699 040 | 719 553 | 740 542 | 761 993 |

| 2018    | - | - | - |
| ------- | - | - | - |
| 783 901 | - | - | - |

| Histogramme de l'évolution démographique de Cotonou |         |
| \| 1979 \| 320 348 \| \| 1992 \| 536 827 \| \| 2002 \| 665 100 \| \| 2013 \| 679 012 \| \| 2014 \| 699 040 \| \| 2015 \| 719 553 \| \| 2016 \| 740 542 \| \| 2017 \| 761 993 \| \| 2018 \| 783 901 \| |         |
| 1979 | 320 348 |
| 1992 | 536 827 |
| 2002 | 665 100 |
| 2013 | 679 012 |
| 2014 | 699 040 |
| 2015 | 719 553 |
| 2016 | 740 542 |
| 2017 | 761 993 |
| 2018 | 783 901 |

## Langues
En 2014, 57,3 % des habitants de Cotonou de 15 ans et plus savent lire et écrire le français tandis que 58,6 % savent le parler et le comprendre. En plus du français, plusieurs langues nationales sont parlées dans la ville de Cotonou et ses environs. Les plus parlées sont le fon, le yoruba, le bariba (baatɔnum), le goun, le mina, le adja, le dendi, le Yom, le Lokpa, le mahi et le haoussa.

## Administration et politique

### Fonctions administratives
Auparavant concentrées à Porto-Novo, capitale officielle d'après la Constitution, de nombreuses fonctions administratives se sont établies à Cotonou. Le président et la plupart des ministres y résident, ainsi que les ambassades.

### Liste des maires
- 1956-1961 : Gilbert A. Kpakpo
- 2003-2015 : Nicéphore Soglo
- 2015-2017 : Lehadi Vinagnon Soglo
- 2017-2020 : Isidore Gnonlonfoun (intérim)
- 2020-2026 : Luc Setondji Atrokpo

## Économie

### Capitale économique

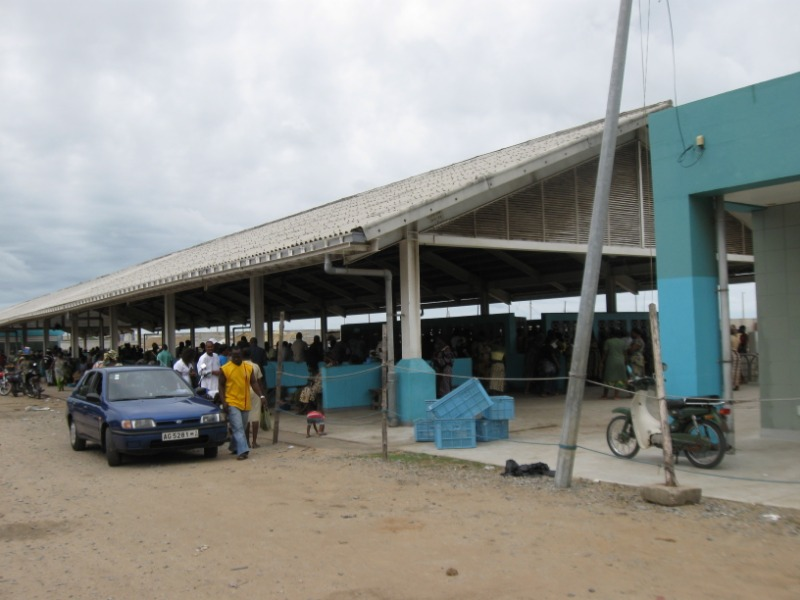
Marché aux poissons à Cotonou.

Du fait de sa situation géographique intéressante, Cotonou développe les échanges avec les pays voisins. La ville est dotée de portes de sortie aérienne, maritime, fluviale vers Porto-Novo et des axes terrestres qui desservent l'ensemble de la sous-région, Nigeria, Niger, Burkina Faso.
Capitale économique, Cotonou abrite les deux tiers des industries du pays,. Les principales entreprises (une cimenterie du groupe allemand Heidelberg Materials) et banques du Bénin, la plupart des institutions gouvernementales y siègent.

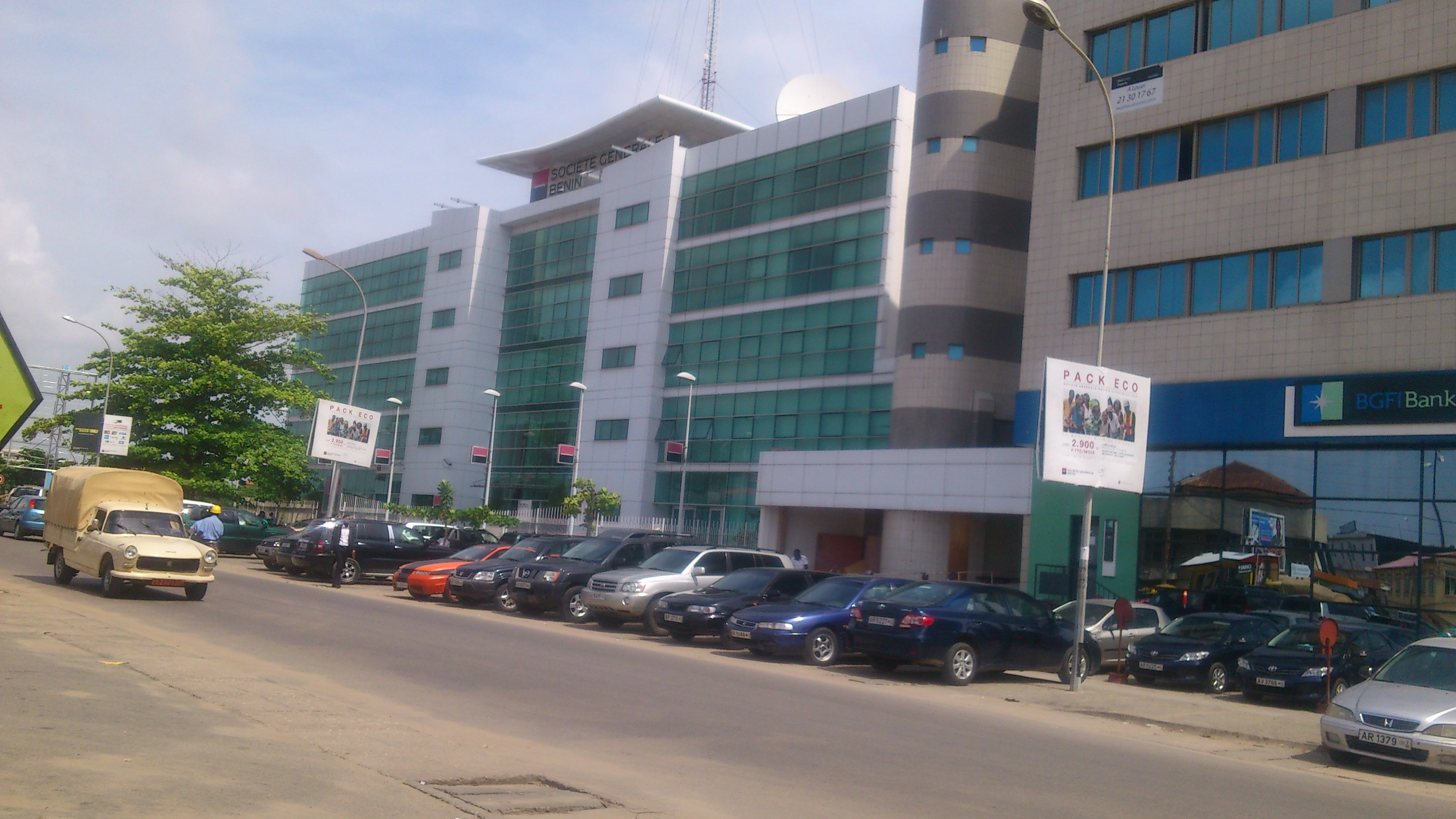
Centre-ville de Cotonou.

La proximité de la frontière avec le Nigéria en fait désormais une des plaques tournantes du commerce informel de la sous-région. Le marché Dantokpa, le plus gros de l'Afrique de l'ouest (un milliard de francs CFA d'échanges par jour, soit environ 1,5 million d'euros), en est le centre.
La capitale économique du Bénin est aussi connue dans la région pour son marché de voitures d'occasions européennes, qu'elle stocke dans d'immenses parkings à ciel ouvert sur le port.
Historiquement bien implantées dans la zone urbaine, les cultures maraîchères ont fortement baissé depuis 1999 du fait de la pression foncière et du développement de la ville, les surfaces cultivées étant passées de 263 hectares à seulement 50 hectares en 2017.

### Port autonome de Cotonou
À l'origine un wharf construit à partir de 1892, l'activité portuaire constitue le principal élément de l'essor économique mais le wharf rapidement dépassé par les besoins commerciaux. D'abord élargi en 1911 et 1912, son allongement continue progressivement jusqu'à mesurer 404 mètres de long en 1934. Plusieurs institutions et entreprises commerciales étrangères se déplacent progressivement de Porto-Novo vers Cotonou comme la chambre de commerce du Dahomey. Le tonnage qui transite par le wharf passe de 40.000 tonnes en 1914 à 150.000 tonnes en 1939 et 272.000 tonnes en 1960. Le wharf est remplacé par un port moderne entre 1959 et 1965 afin de répondre à la croissance économique.

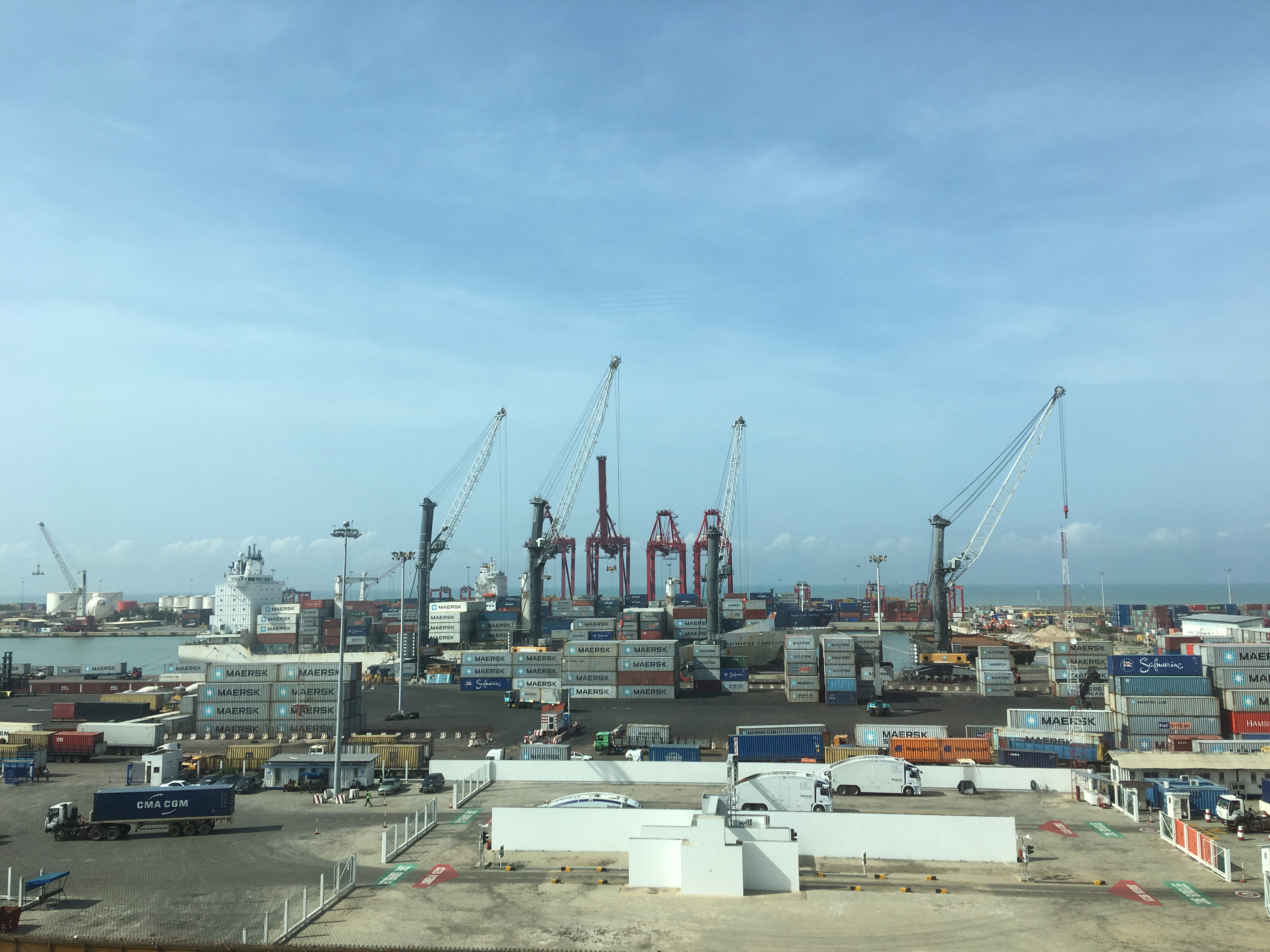
Vue aérienne du port autonome de Cotonou.

Le Port autonome de Cotonou (PAC) est le véritable poumon de l'économie nationale, avec 90 % des échanges avec l'étranger et plus de 60 % du PIB du pays. Avec 8 000 000 de tonnes de fret annuel, c'est le troisième port d'Afrique de l'Ouest après ceux de Lagos et Abidjan. Comme de nombreux ports de la région, à la suite d'un appel d'offres, le PAC est depuis août 2009 géré par le groupe français Bolloré à travers sa filiale, Bolloré Africa Logistics devenue le concessionnaire d'un des terminaux les plus modernes du Port de Cotonou construit par le programme MCA-Bénin.
Le PAC commerce avec l'Europe, l'Amérique du Nord et du Sud et l'Asie, faisant de Cotonou une « ville entrepôt » générant une intense activité d'échanges, de manutention et de logistique.
Il dessert les pays de l'hinterland, tels que le Mali, le Burkina Faso, le Tchad. Il est également le premier port de transit du Niger, pays frontalier totalement enclavé, notamment pour l'exportation de l'uranium extrait dans le nord nigérien par le numéro un mondial du nucléaire civil, le groupe français Areva. De fait, il existe même à l'intérieur du port une zone franche à la disposition des pays sahéliens enclavés.

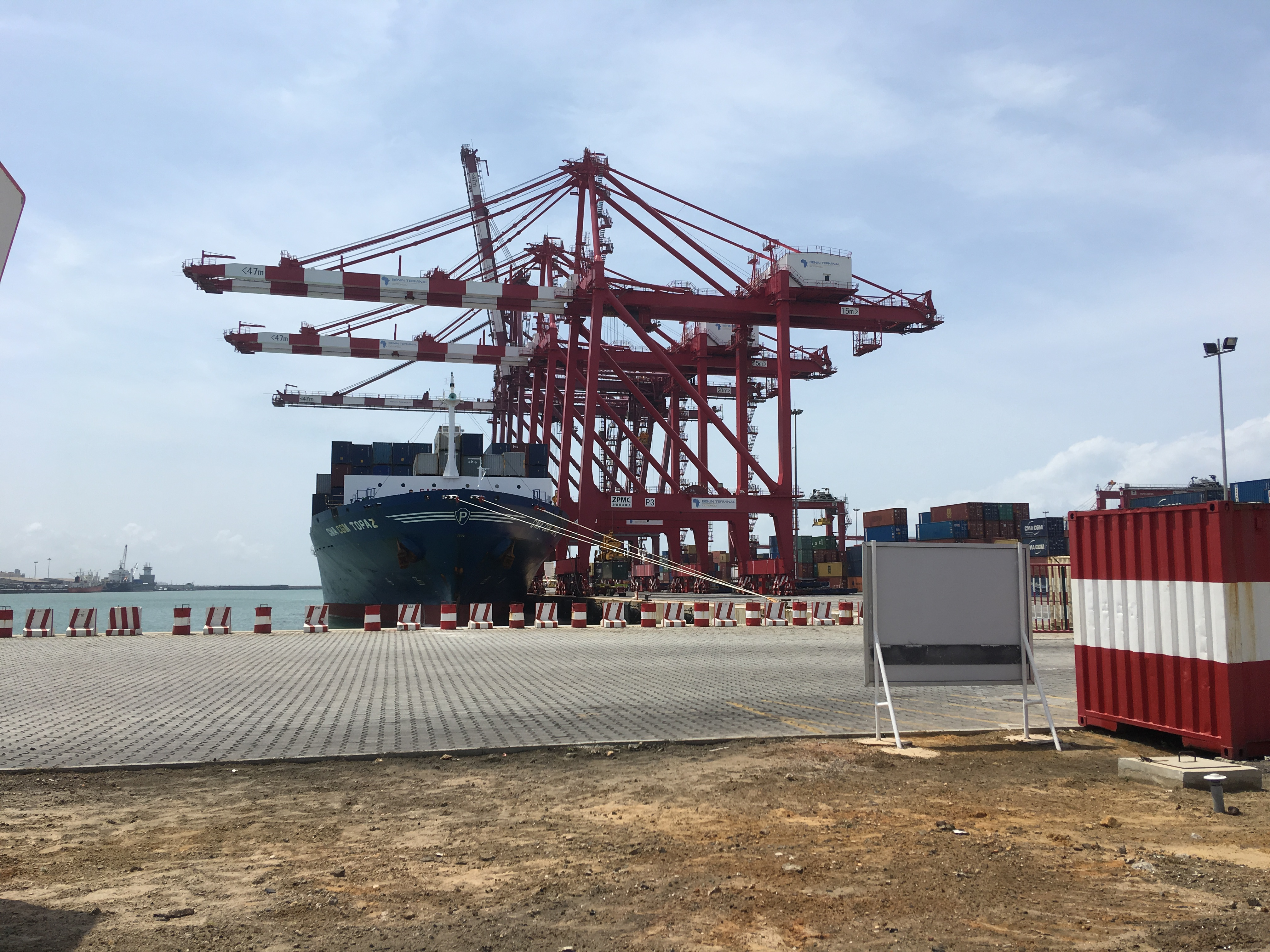
Bateau amarré.

Il inclut un port de pêche industrielle et un port de pêche artisanale.

## Éducation
La ville dispose de plusieurs centres éducatifs : collèges, lycées, universités, centres de formation aussi bien publics que privés. Elle abrite aussi le CNE installé par le président Patrice Talon,
Du 7 au 14 août 2021, Cotonou a accueilli le 54e congrès international des enseignants d’espéranto organisé par la ligue internationale des enseignants d'espéranto.
Le quartier de Kindonou abrite le laboratoire de fabrication numérique Blolab.

### Enseignement secondaire
Il y a deux lycées publics à Cotonou, qui sont sous l'autorité du Ministère des Enseignements secondaire, technique et de la Formation professionnelle du Bénin,,,,,,.
| Lycée                                         | public | professionnel |
| --------------------------------------------- | ------ | ------------- |
| Lycée technique Coulibaly de Cotonou          | X      | X             |
| Lycée Technique et Professionnel de Kpondéhou | X      | X             |

### Enseignement supérieur

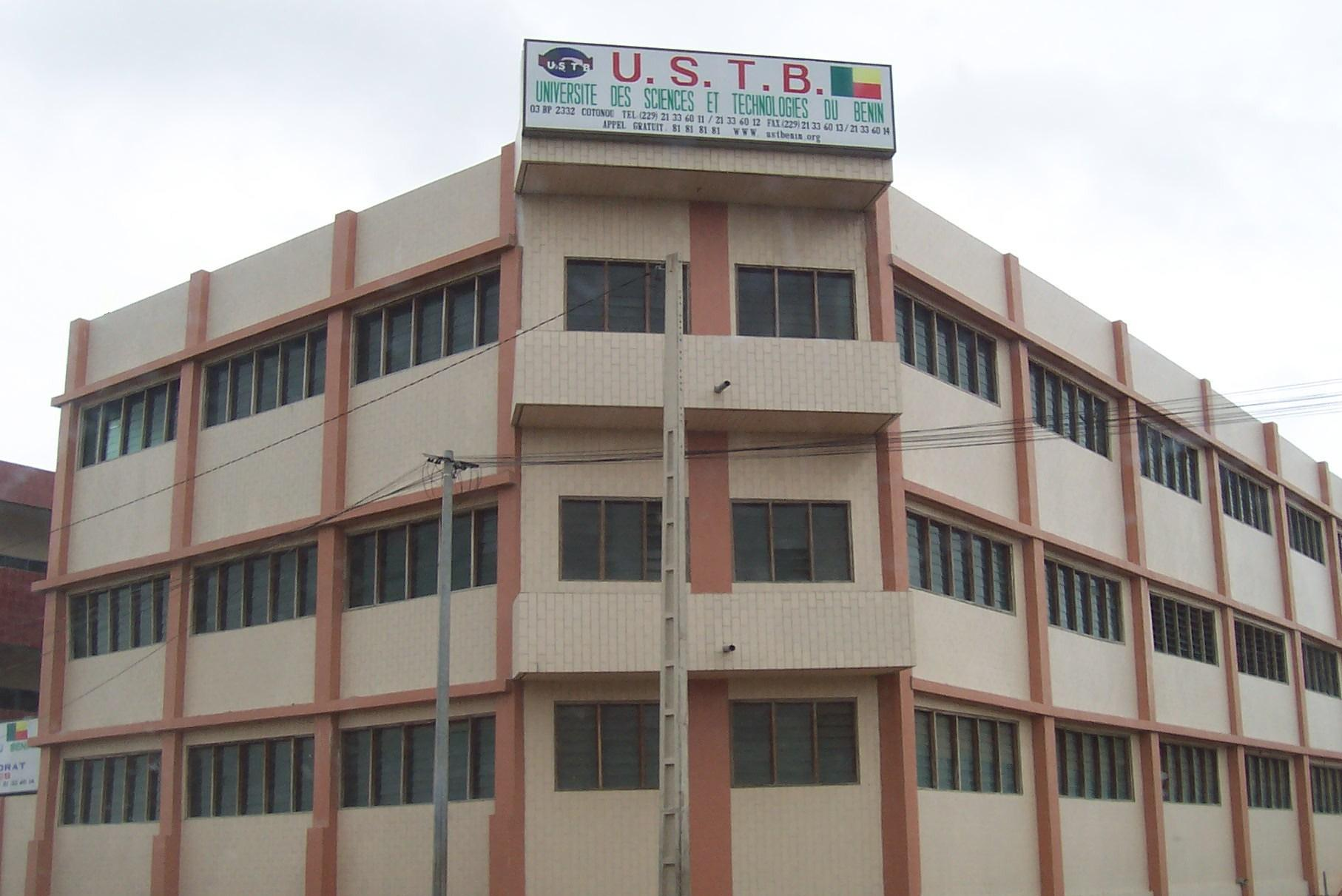
Université des sciences et technologies du Bénin.

La ville compte un campus de l'Université des sciences et technologies du Bénin et un campus de l'Université africaine de technologie et de management. On y trouve aussi l'École nationale d’économie appliquée et de management de Cotonou.
De même, un campus de l'École pour l'informatique et les nouvelles technologies (EPITECH) y a récemment été implanté.
La ville comprend également un établissement privé spécialisé en Génie Civil, l'École Supérieure de Génie Civil Véréchaguine AK.

## Culture

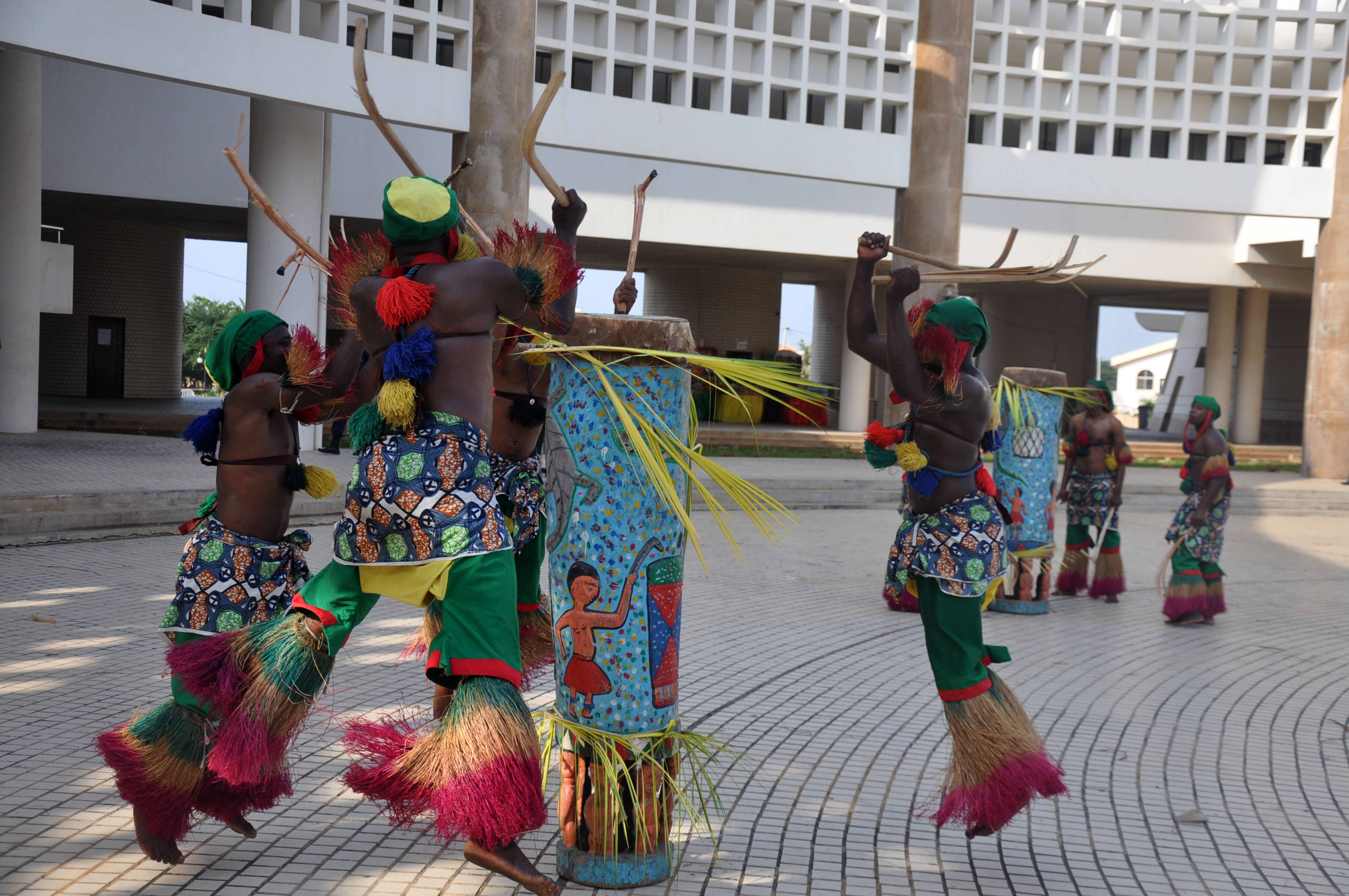
Démonstration du Ballet national du Bénin.

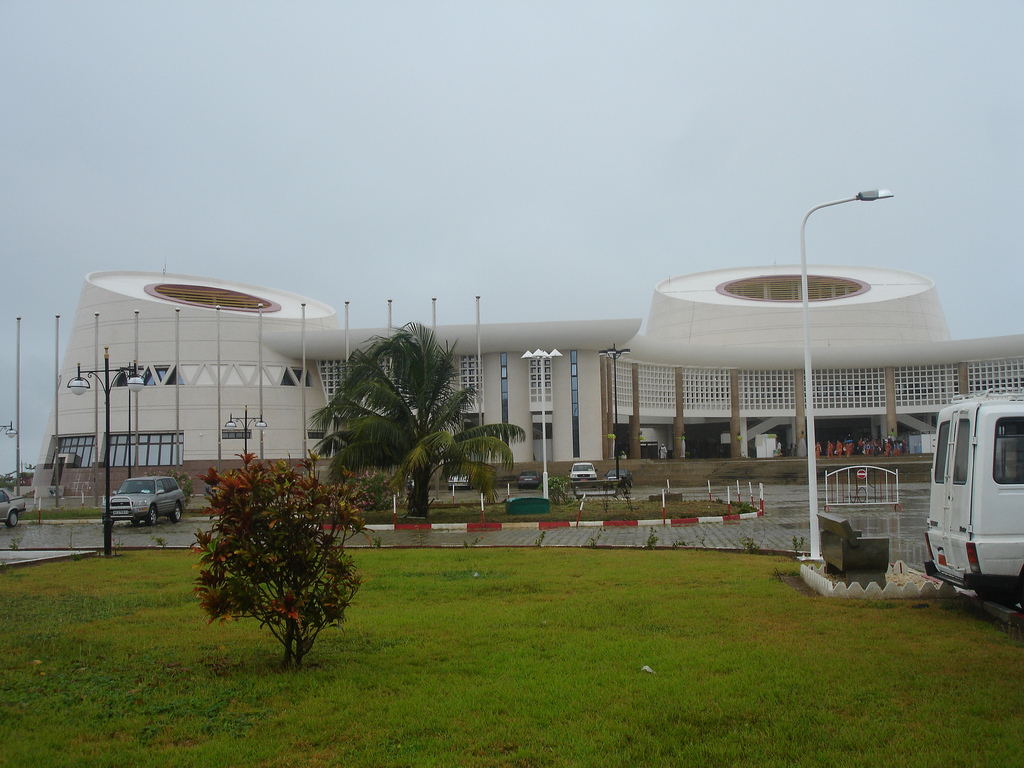
Palais des congrès de Cotonou.

La zone urbaine de Cotonou compte des espaces culturels institutionnels, mais ce sont les initiatives indépendantes qui sont les plus actives. Ainsi la Biennale des Arts lancée en 2009 à l'initiative d'artistes et d'associations se développe avec les lieux alternatifs. L'artiste Dominique Zinkpè est l'un des plus actifs du pays et a réalisé des actions et des performances artistiques à dimension écologique et sociale, telles que la proposition d'arrêter la circulation des motos-taxis pour quelques minutes à une heure de grande affluence, provoquant une réduction de la pollution.
Le Ballet national du Bénin, ou Ensemble artistique et culturel du Bénin (EACB), est basé à Cotonou, où il assure des activités culturelles.
Le hall des arts, loisirs et sports (HALS) est un espace où l'on joue des spectacles et qui accueille régulièrement des évènements de tous genres.

## Lieux de culte

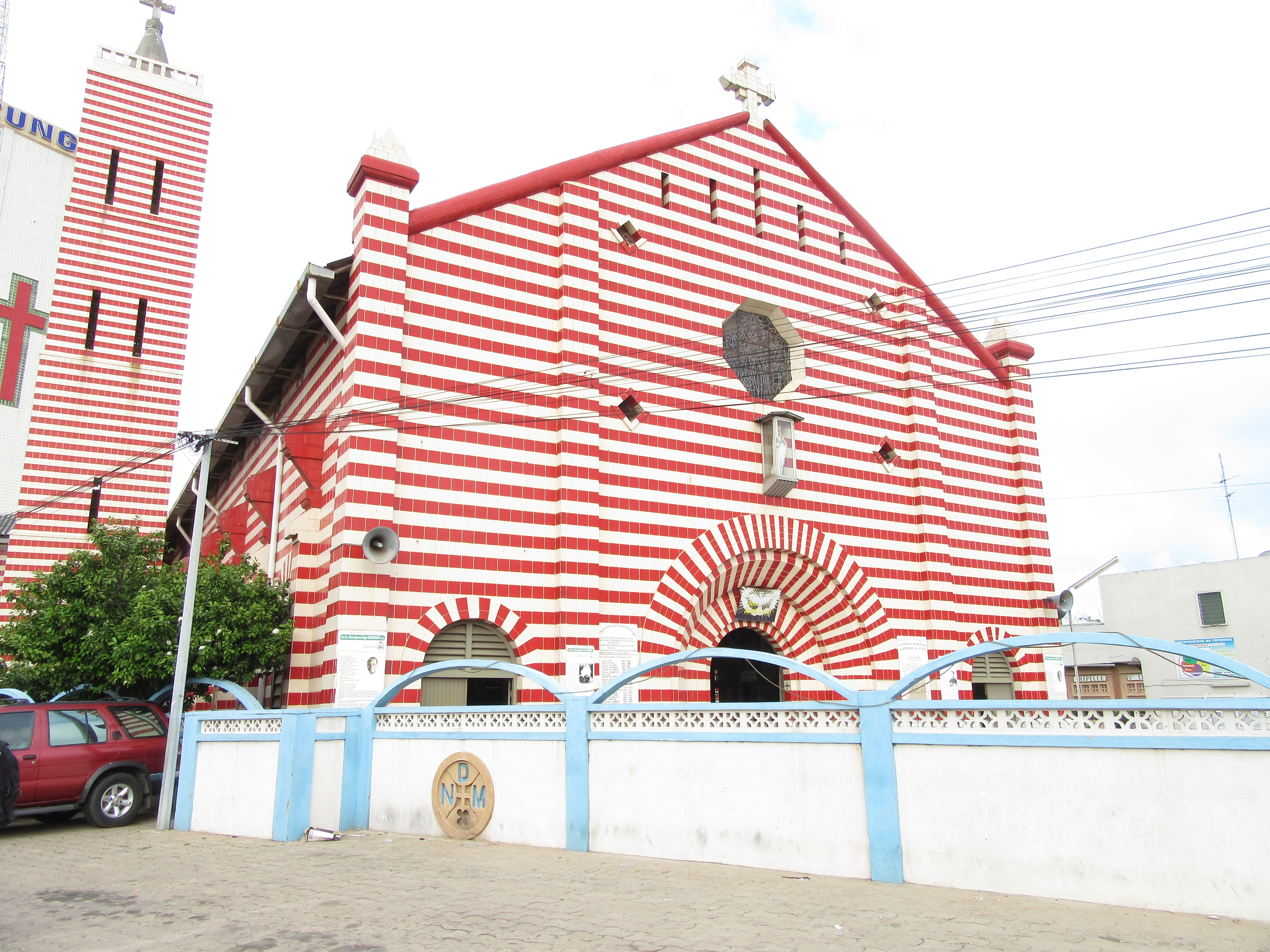
Cathédrale Notre-Dame-de-Miséricorde de Cotonou  (Église catholique)
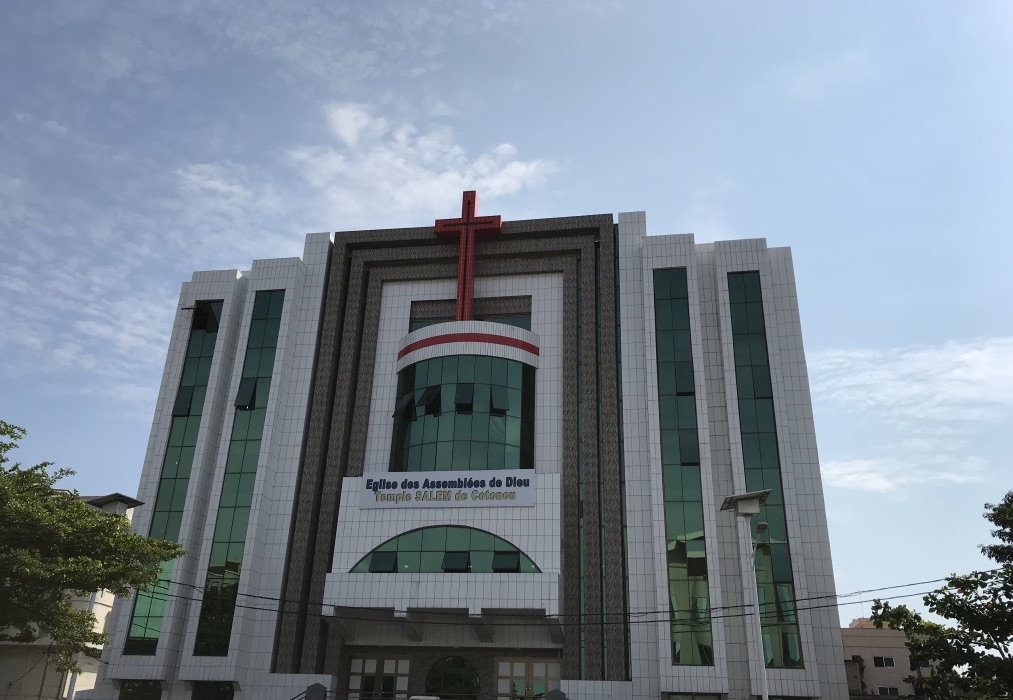
Temple Salem de Cotonou (Assemblées de Dieu)
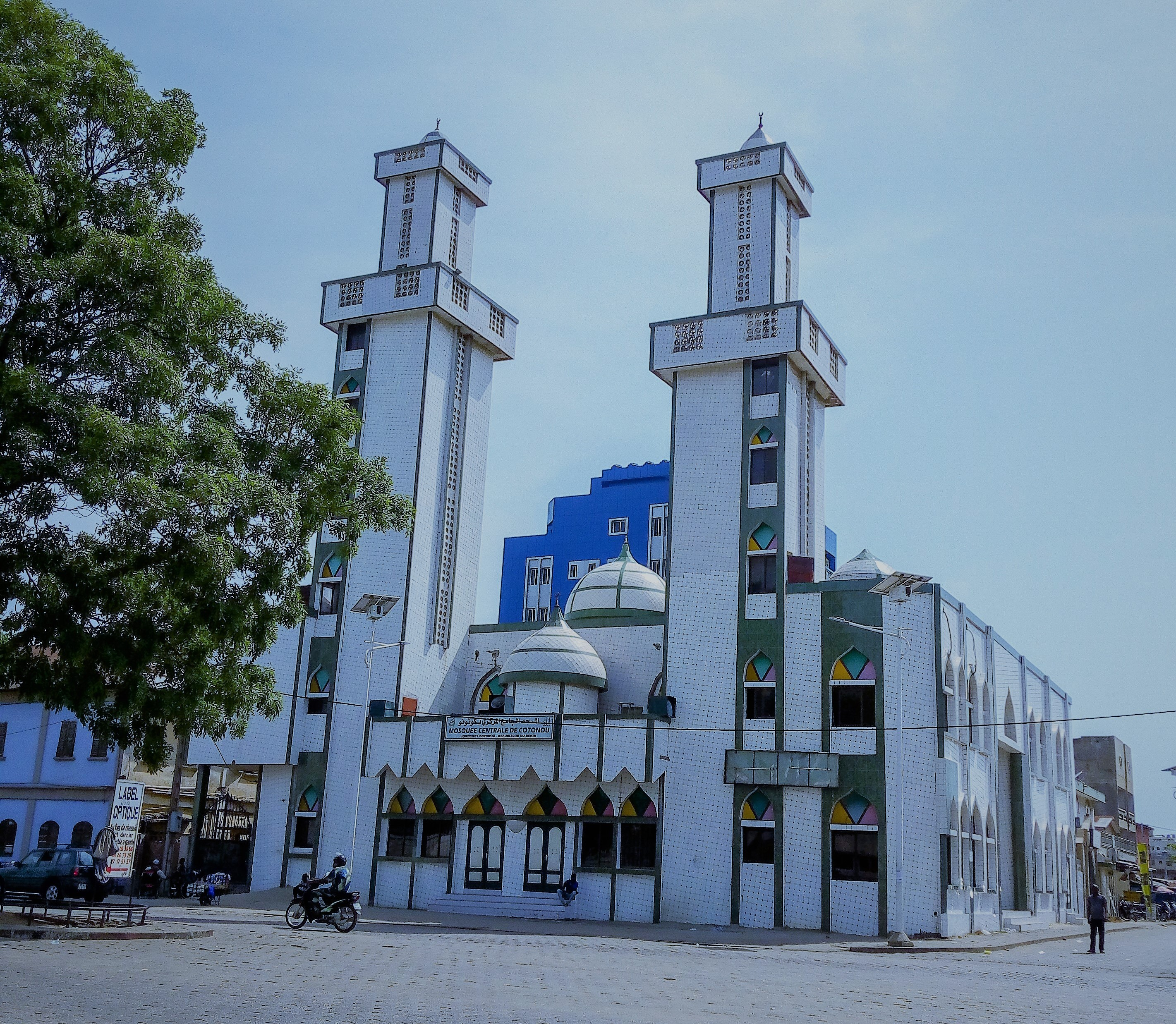
Mosquée centrale de Cotonou (Islam)
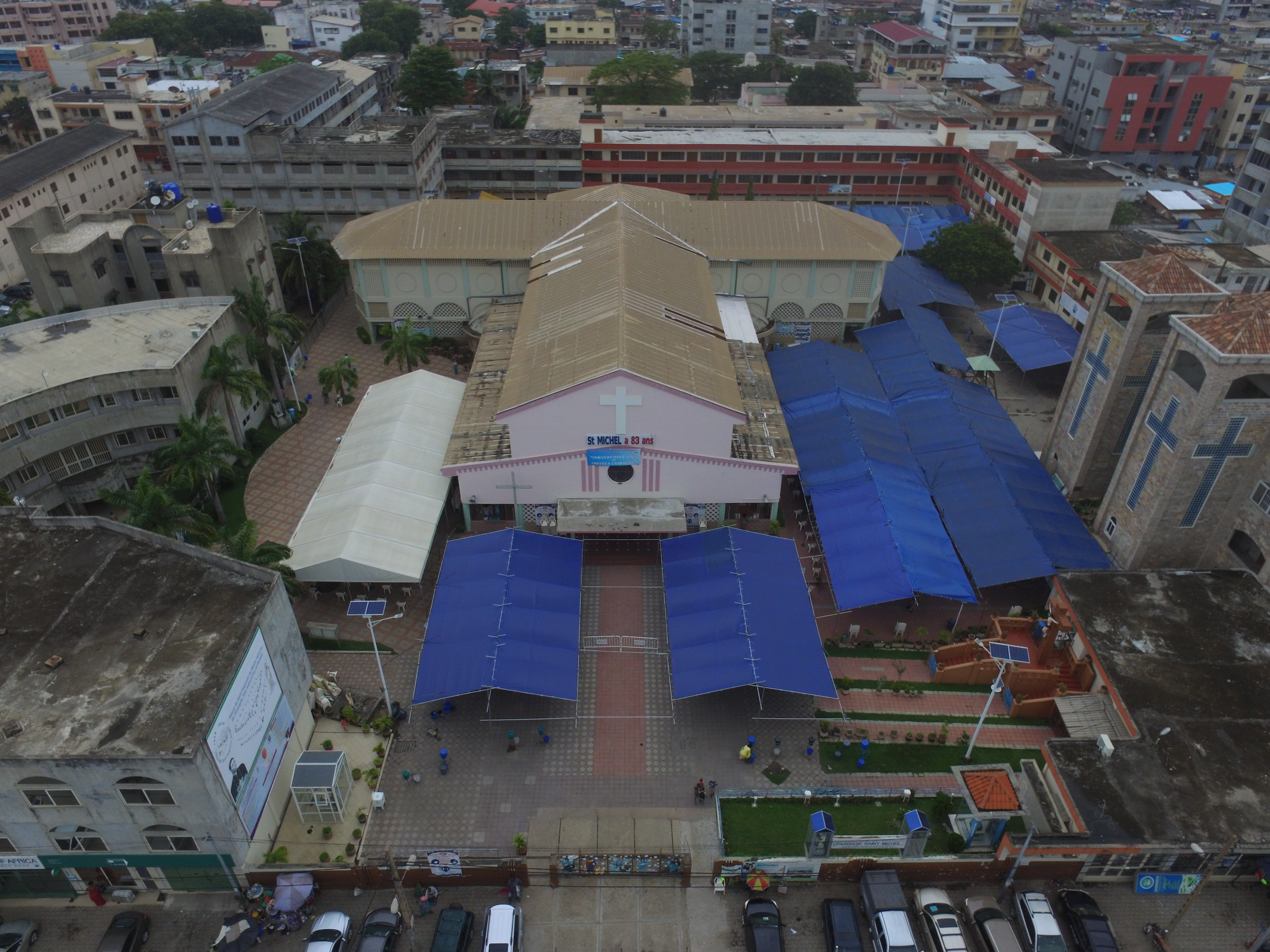
Église Saint Michel Gbeto de Cotonou, Benin

Parmi les lieux de culte, il y a principalement des églises et des temples chrétiens : Archidiocèse de Cotonou (Église catholique), Église protestante méthodiste du Bénin (Conseil méthodiste mondial), Église du christianisme céleste, Union des Églises Baptistes du Bénin (Alliance baptiste mondiale), Living Faith Church Worldwide, Redeemed Christian Church of God, Assemblées de Dieu . Il y a aussi des mosquées musulmanes.

## Jumelages
| Ville | Ville           | Pays | Pays                         | Période     |
| ----- | --------------- | ---- | ---------------------------- | ----------- |
|       | Abidjan         |      | Côte d'Ivoire                | depuis 2012 |
|       | Atlanta         |      | États-Unis                   |             |
|       | Créteil         |      | France                       | depuis 1986 |
|       | Genève          |      | Suisse                       | depuis 2018 |
|       | Lagos           |      | Nigeria                      |             |
|       | Ningbo          |      | Chine                        | depuis 2012 |
|       | Rosny-sous-Bois |      | France                       |             |
|       | Taipei          |      | République de Chine (Taïwan) | depuis 1967 |
|       | Žilina          |      | Slovaquie                    |             |

## Personnalités liées à la ville
- Thomas Mouléro Djogbenou (1888-1975) : prêtre catholique et premier prêtre du Bénin et de la sous-région ouest africaine.
- Dominique Aguessy (1937-) : sociologue et écrivain français.
- Angélique Kidjo (1960-) : chanteuse, lauréate des Grammy Awards.
- Stéphane Sessègnon (1984-) : footballeur.
- Jodel Dossou (1994-) : footballeur.
- Djimon Hounsou (1964-) : acteur.
- Tchif (1973-) : artiste plasticien né à Cotonou.
- Patrick Ruffino : musicien.
- Elena Miro K (1988-) : écrivaine et présentatrice de télévision.
- Pélagie la vibreuse (1982-) : chanteuse et chorégraphe.
- Sébastien Ajavon (1965-) : homme d’affaires et homme politique.
- Axel Merryl (1996-) : humoriste et vidéaste.
- Fanicko (1992-) : chanteur.
- Ayra Starr (2002-) : chanteuse nigériane.